# Kathakali
Il kathakali è una forma espressiva di teatro-danza indiano, originaria dello Stato indiano del sud del Kerala, nata circa 400 anni fa. È considerata una delle più antiche forme di danza dell'India.
È una combinazione spettacolare di teatro, danza, musica e rituali. I personaggi con i volti dipinti di colori accesi e con costumi elaborati rimandano alle storie epiche indù, tratte dal Mahabharatha e dal Rāmāyaṇa.
Il kathakali viene danzato da soli uomini che recitano anche le parti femminili.
Un attore di Kathakali, per prepararsi alla rappresentazione, adopera tecniche di concentrazione, abilità e attitudine fisica, tramite un addestramento basato sulla Kalaripayattu, antica arte marziale del Kerala.
I percussionisti, i cantanti, gli artisti del trucco ed i costumisti completano l'insieme di esperti altamente addestrati che affiancano le esibizioni di Kathakali.
Il kathakali è considerata una combinazione armoniosa di cinque forme d'arte:

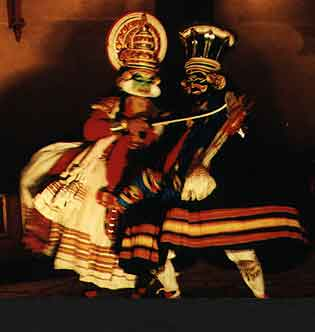
Danzatori di kathakali.

- Letteratura (Sahithyam)
- Musica (Sangeetham)
- Pittura (Chithram)
- Arte drammatica (Natyam)
- Danza (Nritham)